# Альфредо Сен-Жан
Альфре́до Оска́р Сен-Жан (ісп. Alfredo Oscar Saint-Jean, *11 листопада 1926 — †2 вересня 1987) — аргентинський військовик. Займав посаду президента Аргентини у 1982 році. Звинувачувався у 33 злочинах, вчинених у часи військової диктатури, але не був засуджений.